# Рабель
Рабель (нім. Rabel, дан. Rabøl) — громада в Німеччині, розташована в землі Шлезвіг-Гольштейн. Входить до складу району Шлезвіг-Фленсбург. Складова частина об'єднання громад Гельтінгер-Бухт.
Площа — 8,84 км2. Населення становить 620 ос. (станом на 31 грудня 2020).